# کریستین داوید
کریستین داوید (انگلیسی: Cristian David؛ زادهٔ ۱۷ اوت ۲۰۰۵) بازیکن فوتبال اهل اسپانیا است که در حال حاضر برای رئال مادرید سی در پست مدافع بازی می‌کند.
از باشگاه‌هایی که در آن بازی کرده‌است می‌توان به رئال مادرید سی و رئال مادرید کاستیا اشاره کرد.
وی همچنین در تیم ملی فوتبال زیر ۱۹ سال اسپانیا بازی کرده‌است.